# Anielle Franco
Anielle Francisco da Silva GCRB (Rio de Janeiro, 3 de maio de 1984), mais conhecida como Anielle Franco é uma professora, jornalista e ativista brasileira, filiada ao Partido dos Trabalhadores (PT). É fundadora do Instituto Marielle Franco e ministra da Igualdade Racial do Brasil.

## Biografia
Ainda jovem, Anielle foi jogadora de vôlei profissional e começou a jogar aos 8 anos. Aos 16, ganhou uma bolsa para estudar nos Estados Unidos. Ela viveu doze anos lá, onde pôde dar continuidade aos seus estudos graças a bolsas esportivas passando por diversas escolas como a Navarro College, em Corsicana, no Texas, a Louisiana Tech University, a North Carolina Central University, e a Florida A&M University. Sendo essas duas últimas instituições historicamente negras, Anielle foi influenciada desde o início a pensar de maneira antirracista e a se entender mais enquanto mulher negra. Lá, conheceu o trabalho de pensadores como Angela Davis, Martin Luther King e Malcolm X.
Graduou-se em English and Journalism (2008) pela North Carolina Central University (NCCU, Estados Unidos) e obteve o mestrado em Jornalismo (2010) pela Florida A&M University (FAMU, Estados Unidos). Já no Brasil, obteve uma segunda graduação em Letras-Inglês (2015) pela Universidade do Estado do Rio de Janeiro (UERJ), e um segundo mestrado, em Relações Étnico-Raciais (2021) pelo Centro Federal de Educação Tecnológica Celso Suckow da Fonseca (CEFET/RJ).
Trabalhava como professora e participava da vida política da sua irmã, a vereadora e ativista pelos direitos humanos Marielle Franco, até o assassinato dela em 2018. No mesmo mês da morte da irmã, Anielle alugou uma casa temporária para começar o que seria o Instituto Marielle Franco, que promove uma série de atividades culturais e educacionais para crianças, como cineclubes, rodas de conversa, oficinas com contação de histórias e lançamentos de livros. Desde então, dá continuidade ao legado e às pautas políticas do mandato de sua irmã, como o direito das mulheres, das pessoas negras, LGBTQIA+ e periféricas. A entidade também tem diversas iniciativas para apoiar mulheres negras que queiram entrar ou que já estão na política.

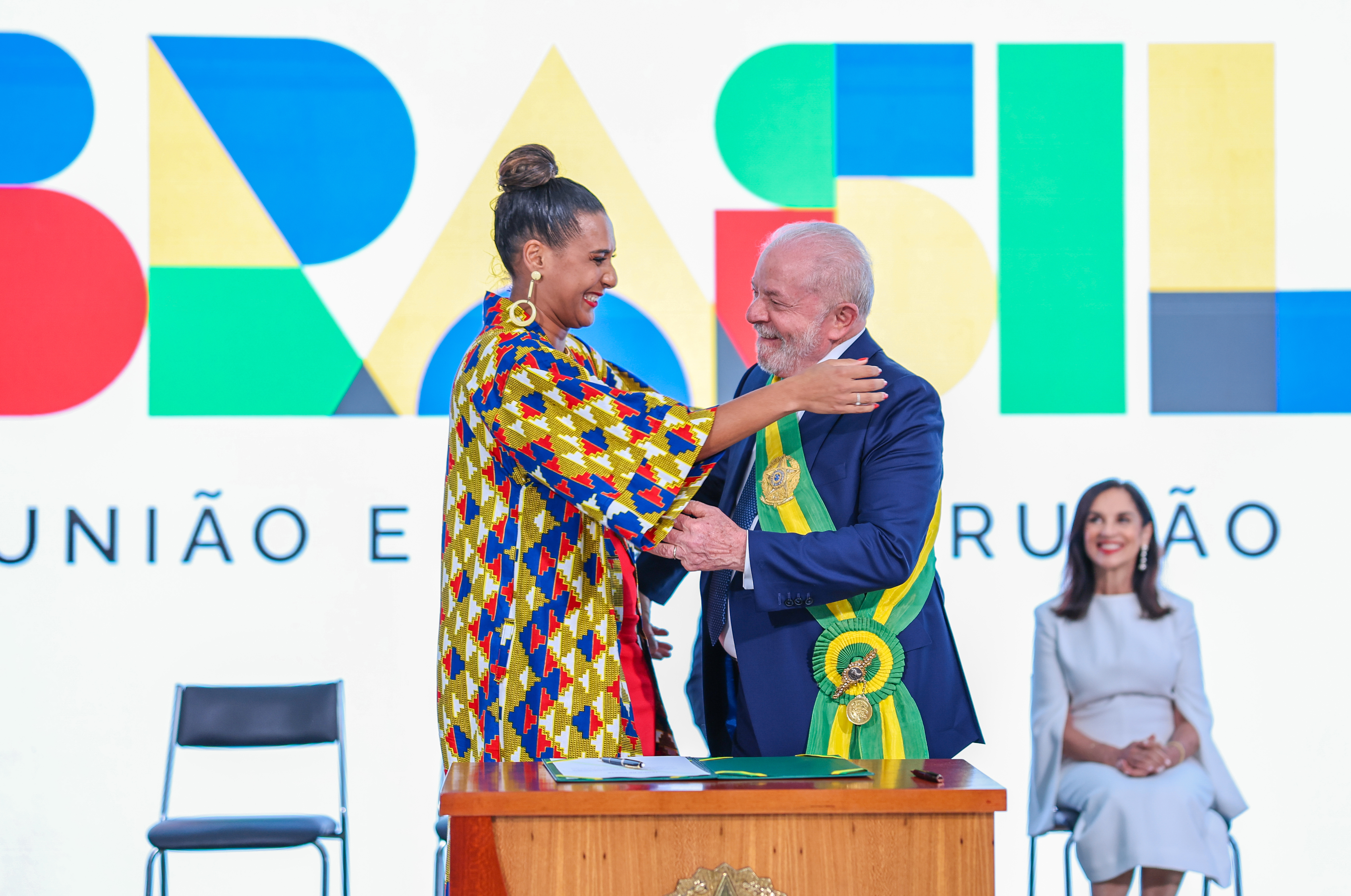
Presidente Lula empossa Anielle Franco como Ministra de Estado da Igualdade Racial em cerimônia no Palácio do Planalto.

Uma das ações promovidas por Anielle no Instituto foi o lançamento da Plataforma Antirracista nas Eleições (PANE), lançada em julho de 2020, que visa apoiar candidaturas negras em eleições municipais. A plataforma organiza uma série de ações que ajuda a pressionar os partidos para viabilizarem candidaturas de mulheres negras; além de ajudar a fomentar a entrada dessas mulheres nos espaços de decisão e a cobrar o compromisso do maior número possível de candidaturas com a defesa de políticas antirracistas, feministas e em defesa da população LGBTQIA+.
Ela também elaborou o projeto Escola Marielles, em 2021, para dar formação política para meninas e mulheres negras, periféricas e LGBTQIA+, com sede no Complexo da Maré, onde Anielle e sua irmã cresceram. Ainda dentro de ações direcionadas dentro do seu ativismo político, Anielle coordenou uma pesquisa para mapear a violência política de raça e gênero no Brasil para fazer um retrato sobre a situação dos direitos políticos das mulheres negras no país.
Convidada pela Editora Boitempo, escreveu em 2020 a orelha do livro Angela Davis - Uma Autobiografia, da autora e ativista estadunidense. Meses depois, lançou seu próprio livro, Cartas Para Marielle, na Festa Literária Internacional de Paraty (FLIP). A obra é uma coletânea de desabafos, entrevistas para reportagens e lembranças.

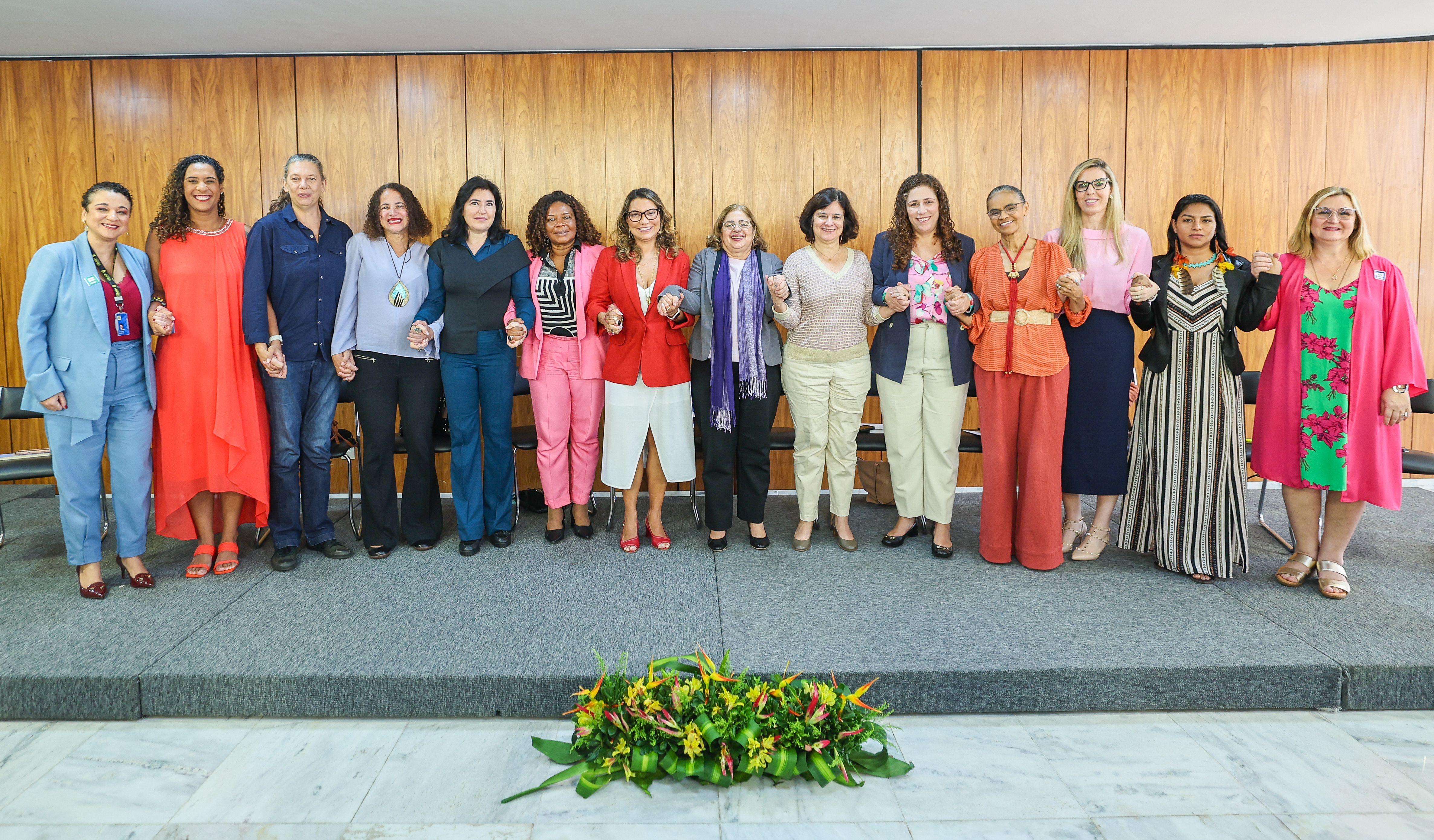
Governo reúne ministras, Janja e presidentes dos bancos na abertura do Mês Internacional das Mulheres. Palácio do Planalto, Brasília - DF

Em 2021 organizou, ao lado de Ana Carolina Lourenço, o livro A Radical Imaginação Política das Mulheres Negras, uma coletânea de escritos políticos de mulheres negras como Lélia Gonzalez, Leci Brandão e Erica Malunguinho. No mesmo ano foi convidada do programa Roda Viva.
Resgatando sua formação como jornalista, Anielle começou um programa de entrevistas no YouTube, o Papo Franco. O programa apresenta pautas diversas, conversas descontraídas e convidados especiais todas as semanas.
Em 22 de dezembro de 2022, foi anunciada ministra da Igualdade Racial do governo Lula.

## Reconhecimentos e prêmios
- Foi uma das quatro brasileiras selecionadas na edição de 2021 do programa de fortalecimento de lideranças globais, o Ford Global Fellow, da Fundação Ford, para uma bolsa que visa conectar e apoiar futuras gerações de líderes mundiais.[4]
- Foi eleita uma das 12 mulheres do ano pela revista Time em 2023.[21]

### Condecorações
| Insígnia | País   | Honra                           | Data                   |
| -------- | ------ | ------------------------------- | ---------------------- |
|          | Brasil | Grã-Cruz da Ordem de Rio Branco | 21 de novembro de 2023 |